# 風見周
風見周（かざみ めぐる，1976年12月31日—）是日本輕小說作家。靜岡縣出身。血液型別為AB型。

## 作品列表
- 富士見Fantasia文庫
  - （2002年5月－2002年12月）全2卷，完結。
  - 殺×愛 -きるらぶ-（2005年6月－2007年6月）全8卷，完結。
  - H+P -ひめぱら-（2008年8月－2012年11月）
  - アーマード・マーメイド（2012年12月－2013年4月）

- 一迅社文庫
  - 女帝·龍凰院麟音的初戀（2008年8月－）東立出版社代理。

- 電擊文庫
  - らぶちゅー!（自電撃萌王2009年4月號開始連載）[2]
  - 嫁にしろと迫る幼馴染みのために××してみた

- MF文庫J
  - 我們就愛肉麻放閃耍甜蜜 台灣角川代理。

## 外部連結
- （日語） 形而上学奇蹟（風見周老師的個人網站。）
- （日語） 形而上学奇蹟 BLOG（風見周老師的部落格。）